# Michał Jan Aleksandrowicz
Michał Jan Alexandrowicz herbu własnego – marszałek lidzki w latach 1703–1712, pisarz ziemski lidzki do 1703 roku, skarbnik lidzki w 1677 roku.
Poseł sejmiku powiatu lidzkiego na sejm zwyczajny 1692/1693 roku, sejm nadzwyczajny 1693 roku, sejm 1695 roku na sejm konwokacyjny 1696 roku. Poseł lidzki na sejm koronacyjny 1697 roku. Poseł lidzki na sejm pacyfikacyjny 1698 roku. Poseł powiatu lidzkiego na sejm zwyczajny pacyfikacyjny 1699 roku. Poseł na sejm 1701 roku i sejm z limity 1701-1702 roku z powiatu lidzkiego. W styczniu 1702 roku podpisał akt pacyfikacji Wielkiego Księstwa Litewskiego. Poseł na sejm 1703 roku z powiatu lidzkiego. Był konsyliarzem powiatu lidzkiego w konfederacji sandomierskiej 1704 roku. 